# Endocitózis
Az endocitózis az a folyamat, melyben egy sejt a környezetében található makromolekulákat, oldott anyagokat, szilárd részecskéket bekebelezéssel felveszi.

## Leírása
A folyamathoz sejtvázra (citoszkeleton) van szükség, ezért kizárólag eukarióták képesek rá. Az endocitózis során a sejtmembrán betűrődik, majd lefűződik, így egy membránnal határolt terület, vezikula jön létre. Ezzel a külvilág egy darabja bekerül a sejt belsejébe, a citoplazmába. Szilárd sejtfallal rendelkező sejtek ezért képtelenek endocitózisra (kivéve a pinocitózist, lásd alább).
A lefűződött vezikula tartalma nem juthat ki a citoplazmába, hiszen membrán, gyakorlatilag sejtmembrán határolja. Néhány percen belül összeolvad egy ún. korai endoszómával, ettől kezdve az egész komplexumot endoszómának nevezzük. Utána történik meg a vakuoláris apparátus segítségével a felvett anyagok feldolgozása, ami az esetek döntő többségében lebontást jelent, ami után a degradáció termékei (aminosavak, monoszacharidok stb.) már kijutnak a vezikulából (amit ekkor már lizoszómának hívnak), és felhasználódnak a sejt felépítő és energiatermelő folyamataiban, illetve esetenként, ha a körülmények és a sejt felépítése azt lehetővé teszi, raktározódnak.

## Típusai

Fagocitózis folyamata, animáció

A felvett anyag típusa szerint két csoportra bontjuk az endocitózist:
- Fagocitózis a folyamat neve, ha nagy méretű (>2 μm) szilárd anyagok, makromolekulák felvétele történik. (Természetesen, mivel a sejtek folyékony közegben élnek és onnan vesznek fel anyagokat, folyadék ilyenkor is kerül az endoszómába.)
- Pinocitózisról (sejtivás) beszélünk akkor, ha a sejt a környező folyadékot (például testfolyadék) veszi fel az abban oldott részecskékkel. Pinocitózisra gyakorlatilag minden sejt képes.

Ezen kívül megkülönböztetjük még a receptorok közvetítette endocitózist. Ekkor egy, a sejt felszínén lévő dokkoló vagy felismerő fehérjéhez illeszkedő ligand megkötődése indítja el a folyamatot. Például sok hormon hatása így érvényesül a sejtek szintjén.

## Szerepe
Az endocitózis az anyagfelvétel egyik legelterjedtebb módja. Nagy méretű anyagok, illetve kisebb méretű anyagok nagy mennyiségű felvételére kiválóan alkalmas. Mivel az apoláros anyagok könnyedén átdiffundálnak a foszfolipid kettősmembránon (ilyen a sejtmembrán, ergo ilyen az endocitotikus vezikulumok membránja is), ezért ez a módszer nem alkalmas kis méretű apoláros molekulák felvételére. Nagyméretű anyagok, sejttöredékek vagy akár egész sejtek felvételére azonban gyakorlatilag csak ez a módszer alkalmas. A poláros, vagy részben poláros anyagok felvételében pedig kiegészítheti az egyéb membrántranszport folyamatokat.

### Egysejtűekben
Eukarióta egysejtűekben a fagocitózis a táplálékfelvétel leggyakoribb módja. Néhány egysejtű az egész testfelületén képes endocitózisra. Ilyen például az óriásamőba. Mások, például a csillós egysejtűek csak egy meghatározott területen, a sejtszájnál képesek rá.

### Többsejtűekben
Többsejtű szervezetekben általában inkább védekező funkciót lát el a fagocitózis. Így történik a szervezetbe került baktériumok eltávolítása majd lebontása. (A folyamat ennél lényegesen összetettebb, soklépcsős, és az immunrendszernek rengeteg szereplőjét vonja be. Gyakran a bekebelező sejt maga is egy másik immun sejt áldozata lesz a fagocitózis után, így kamikaze módra szabadítva meg szervezetünket az idegen anyagoktól.) De az elöregedett sejtek elpusztulása és szétesése következtében keletkező sejttörmelék eltávolítása is ilyen folyamattal történik.

#### Emberben
Ezeket a folyamatokat fagocitózisra specializált immunsejtek végzik. Emberben kétféle falósejtnek van meghatározó szerepe, a monocitáknak (nagy falósejt) és a neutrofil granulocitáknak (kis falósejt). A monociták nagyobb méretű sejteket is képesek egyben bekebelezni és lebontani, így fontos szerepük van például a daganatos sejtek eltávolításában. A neutrofil granulociták kisebb méretű, eukarióta sejteket vesznek fel és semmisítenek meg.